# Harris (Iowa)
Harris – miasto w Stanach Zjednoczonych, w stanie Iowa, w hrabstwie Osceola. Zgodnie ze spisem statystycznym z 2000 roku, miasto liczyło 200 mieszkańców.